# Colonia femminile dei Fasci Italiani all'Estero

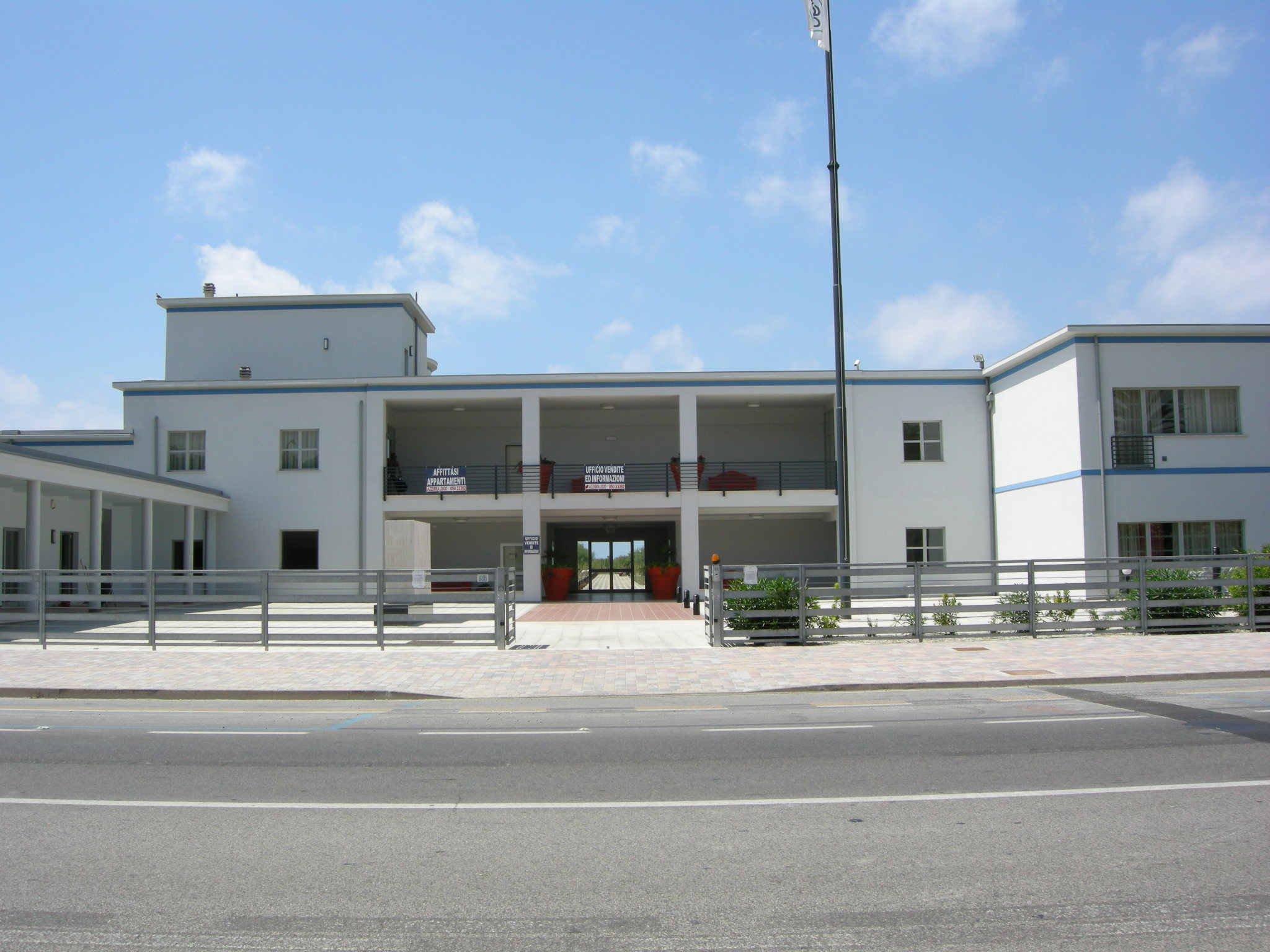
Ingresso

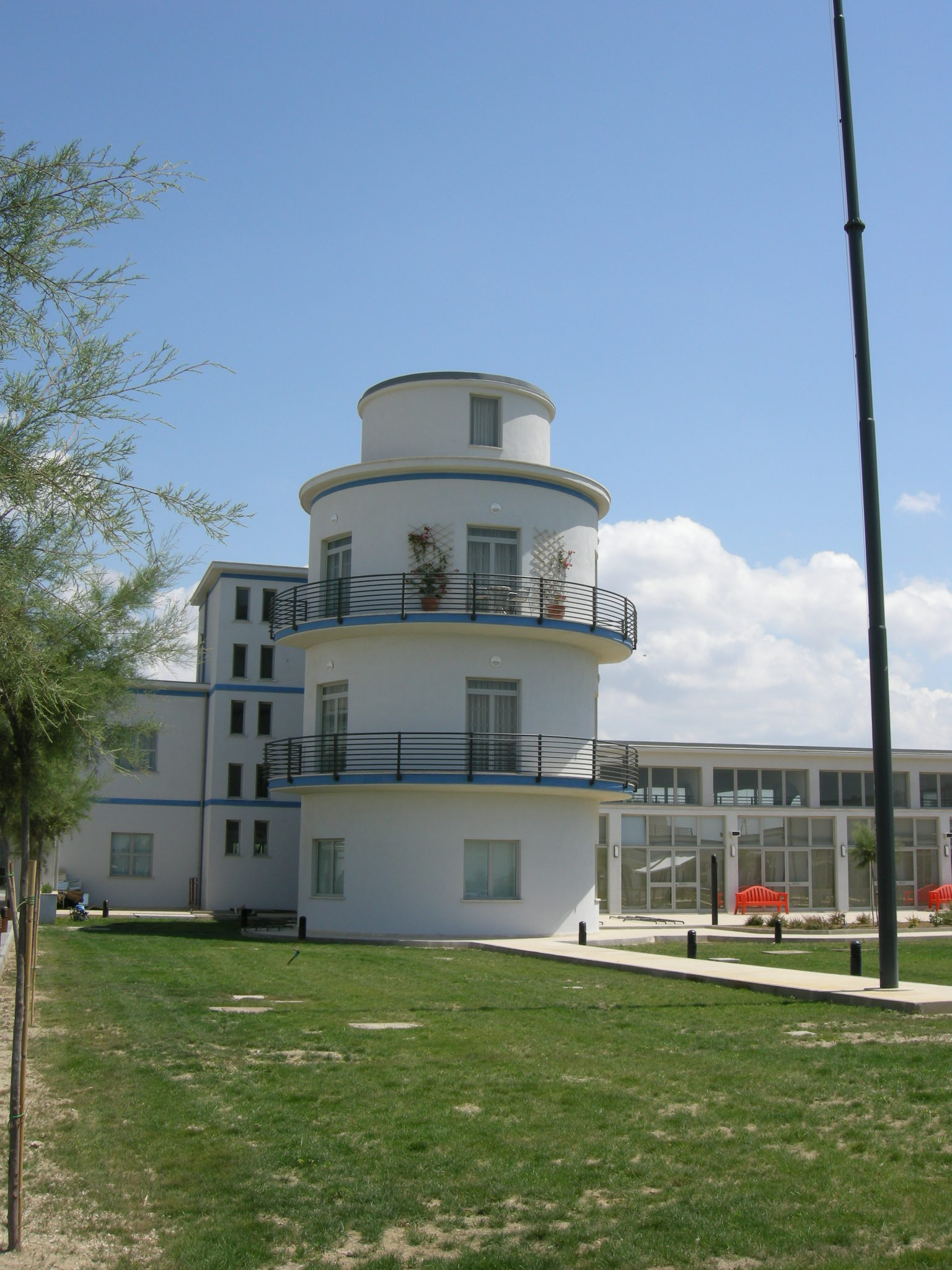
La torretta

La Colonia marina femminile dei Fasci Italiani all'Estero è un complesso architettonico degli anni trenta del XX secolo, che si trova a Calambrone (Pisa), sul viale del Tirreno 86.
Sorta come colonia estiva e successivamente abbandonata, nei primi anni del Duemila è stata restaurata e trasformata in un complesso residenziale: oggi la struttura è nota col nome di Villaggio Solidago.

## Storia
Il grande complesso, destinato a colonia marina permanente e temporanea per le figlie degli italiani all'estero, fu eretto dalla Fondazione Nazionale Figli del Littorio per volontà del Segretario generale dei Fasci italiani all'Estero Piero Parini su progetto, datato 1933, degli architetti Giulio Pediconi e Mario Paniconi.
La deliberazione del Podestà per la costruzione porta la data del 28 dicembre 1933 e i lavori, affidati all'Impresa Buoncristiani e Severini di Pisa, si svolsero tra il 1934 e il 1935.
I calcoli delle strutture in cemento armato furono eseguiti dall'ingegner Fascetti; direttore tecnico fu l'ingegner Igino Zanda.
Il progetto iniziale era per 400 bambine, ma successivamente fu deliberato di aumentare la capienza a 1.100 ospiti. I lavori di ampliamento ebbero inizio nel marzo 1935 e, per rispettare i tempi di consegna del complesso, che si voleva inaugurare il successivo 1º luglio, furono impiegati nel cantiere fino a 700 operai.
L'inaugurazione ufficiale avvenne il 6 luglio 1935, ma diversi lavori di completamento proseguirono fino al 1937, con un costo complessivo dell'opera di 3.900.000 Lire.
L'attività della colonia, temporaneamente sospesa durante gli anni del conflitto mondiale, venne ripresa subito dopo la guerra fino al 1965, quando la parte dei servizi a monte venne data in affitto per dieci anni al governo USA per essere destinata ad ospedale, subendo varie trasformazioni interne e integrazioni.
In seguito passò alla Regione Toscana e quindi in uso al Comune di Pisa; oggi è stata restaurata.

## Descrizione

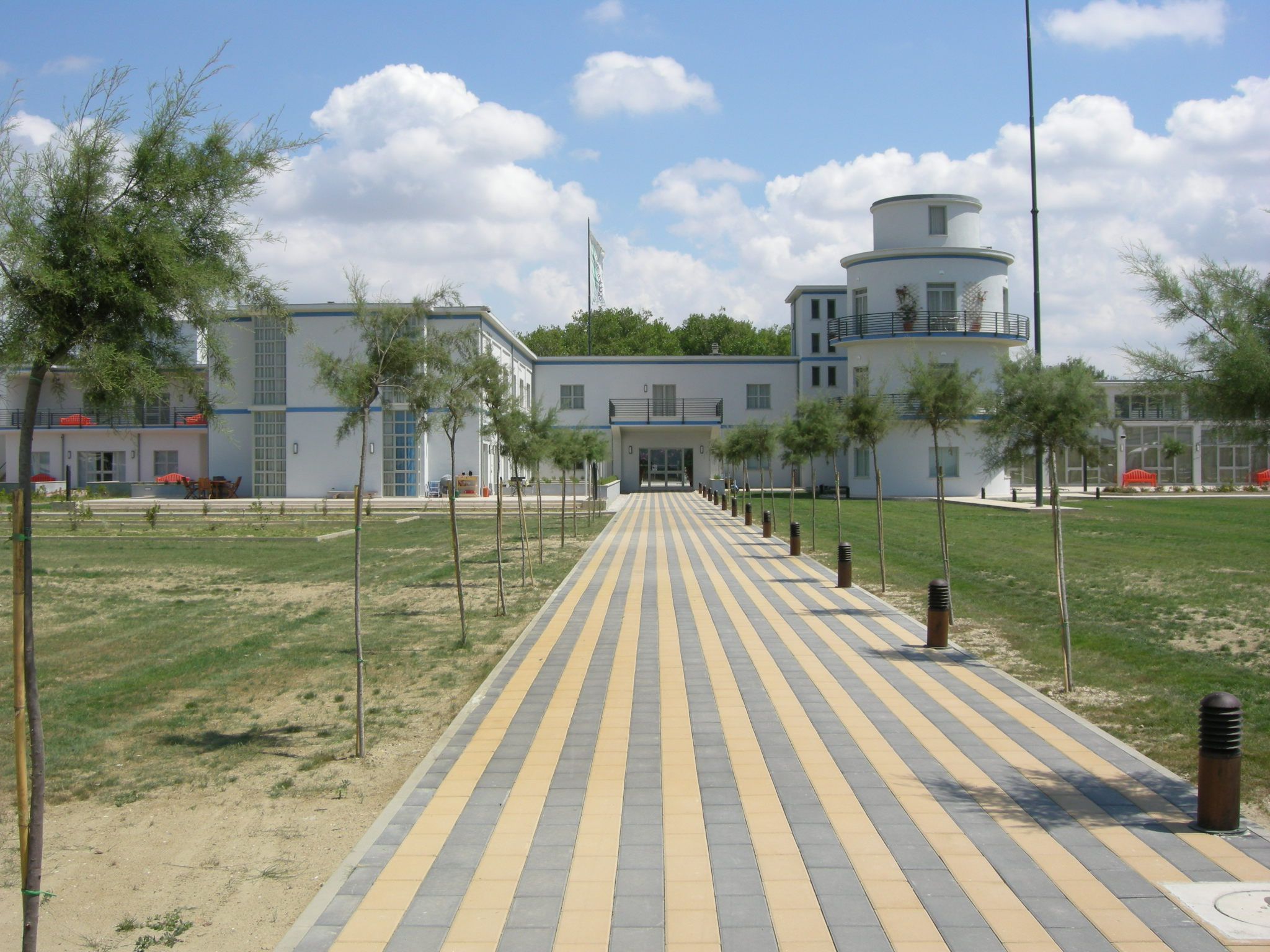
Il lato mare

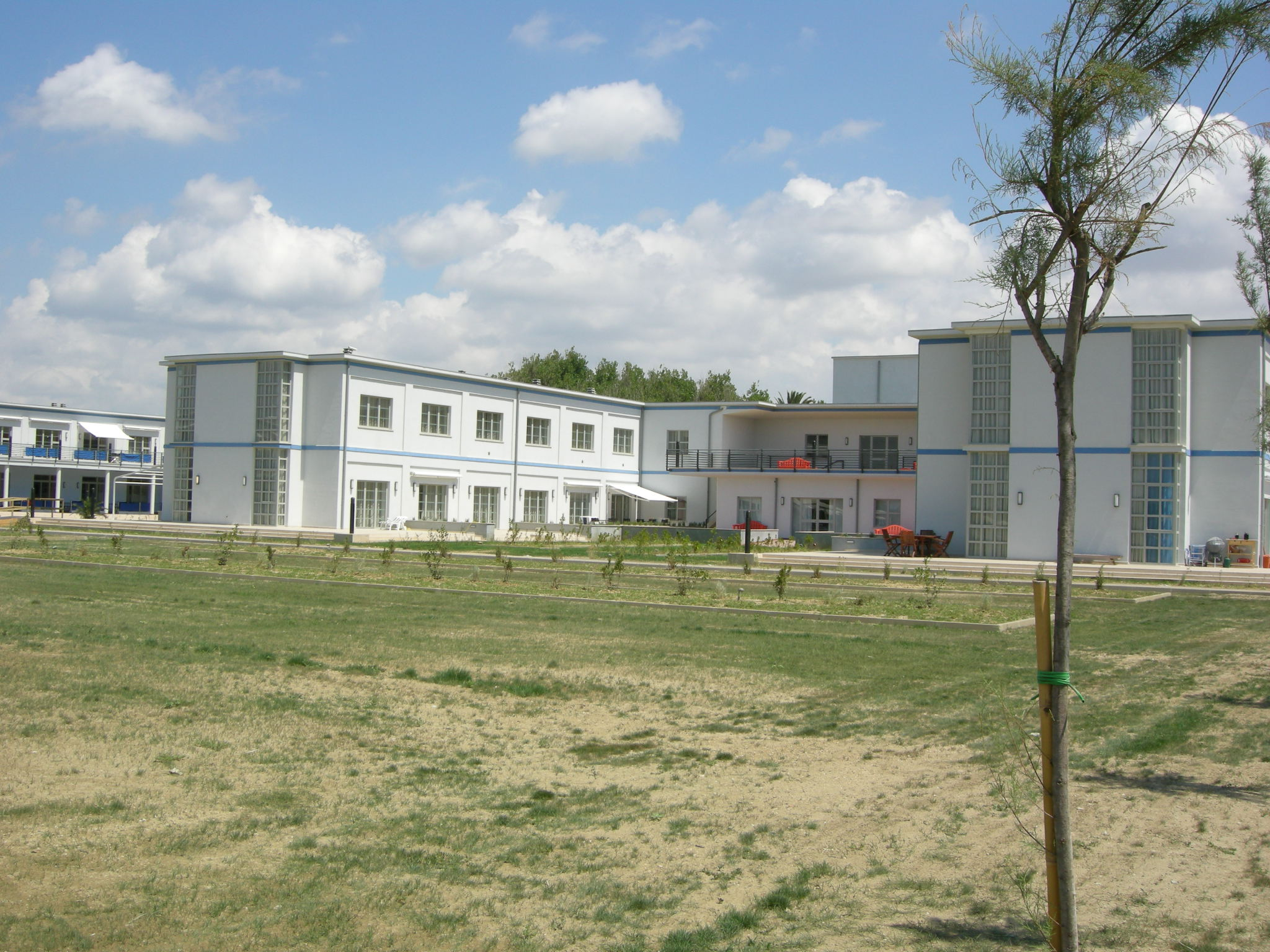
Il lato mare

Annoverata tra le più significative esemplificazioni del tipo di colonia "a pianta aperta", l'architettura della colonia venne riconosciuta all'epoca come "prettamente mediterranea" e come una "delle più riuscite realizzazioni dell'architettura moderna italiana in questo tema", e apprezzata soprattutto per l'organizzazione degli spazi e per i dettagli tecnici.
Nonostante la sua importanza architettonica, la cura e il valore delle finiture e degli arredi, il complesso è stato abbandonato per diversi anni, tanto che, prima del restauro, versava in una grave condizione di degrado, con strutture pericolanti e la quasi totalità dei fabbricati inaccessibili.
Il complesso della colonia sorge all'estremità sud dell'area del Calambrone, contiguo alla Colonia Rosa Maltoni Mussolini, ed è posto a cavallo della via litoranea dalla quale è separato da una recinzione continua e da una esigua fascia a verde.
Copre più di 8.000 metri quadrati su circa 45.000 metri quadrati di terreno, per un volume totale di 56.900 metri cubi.
La colonia è costituita da diversi padiglioni autonomi, collegati da passaggi coperti e da porticati. L'impianto planimetrico è a pettine, chiuso sul lato nord dal lungo padiglione "Lupa" dei dormitori estivi, a due piani fuori terra, interamente porticato con sovrastante terrazza sulla quale si affacciavano otto camerate (quattro per 100 letti e quattro per 125 letti) illuminate da ampie finestrature rettangolari con infissi metallici a vasistas.
Alla testata sul lato della strada litoranea si aggancia al padiglione il basso corpo delle abitazioni delle suore con la cappella, caratterizzata da un impianto semicircolare e dalla presenza di una pensilina sul davanti.
Il fronte della cappella, colorato con intonaco di Terranova blu chiaro, era aperto da un ampio fornice rettangolare sovrastato da una scritta in bronzo dorato, al di sopra della quale era ritagliato un occhio circolare; gli altri fronti erano tinteggiati in bianco argenteo, mentre all'interno, illuminato da una lucifera a nastro, si trovavano affreschi del pittore Della Torre su fondo giallo dorato; sul pavimento in nero di Como spiccava l'altare in mosaico d'oro con mensa in marmo chiampo rosso.
Tramite il porticato continuo, il padiglione "Lupa" era collegato al padiglione centrale destinato ai servizi amministrativi, alla direzione, agli spazi comuni e dove erano posizionati i collegamenti verticali.
Sul lato verso la strada il padiglione centrale, a due piani fuori terra, presenta un avancorpo che ospitava i servizi, con il fronte caratterizzato da due grandi aperture centrali per l'illuminazione del corridoio trasversale interno, mentre verso il mare si estende con due padiglioni parallelepipedi già adibiti a dormitori.
Accanto al padiglione centrale, su lato verso la strada, si apriva l'ingresso principale, preceduto dal piazzale d'accesso, dominato un tempo dal pennone per l'alzabandiera.
Il piazzale era arricchito dalla statua in bronzo della Giovane Italiana, opera dello scultore Publio Morbiducci, posta accanto alla lapide in marmo, ancora esistente, fissata a ricordo della solenne inaugurazione alla presenza del re Vittorio Emanuele III e della principessa Maria.
Il padiglione d'ingresso si presenta interamente porticato, originariamente aperto al centro del piano terreno come cannocchiale verso il mare.
Sul fronte verso l'interno, il passaggio d'ingresso era coperto da una pensilina in cemento armato sostenuta da pilastri e mensole. A sinistra del passaggio si innalza la cosiddetta Torre di Comando, con testata circolare, che ospitava originariamente le camere per la direzione.
La torre, elevata su tre piani e collegata al corpo sulla strada da passaggi aerei coperti, costituisce l'elemento caratterizzante del complesso dominando, come un'autentica torretta di guardia di matrice militare, l'enorme spazio a corte verso il mare.

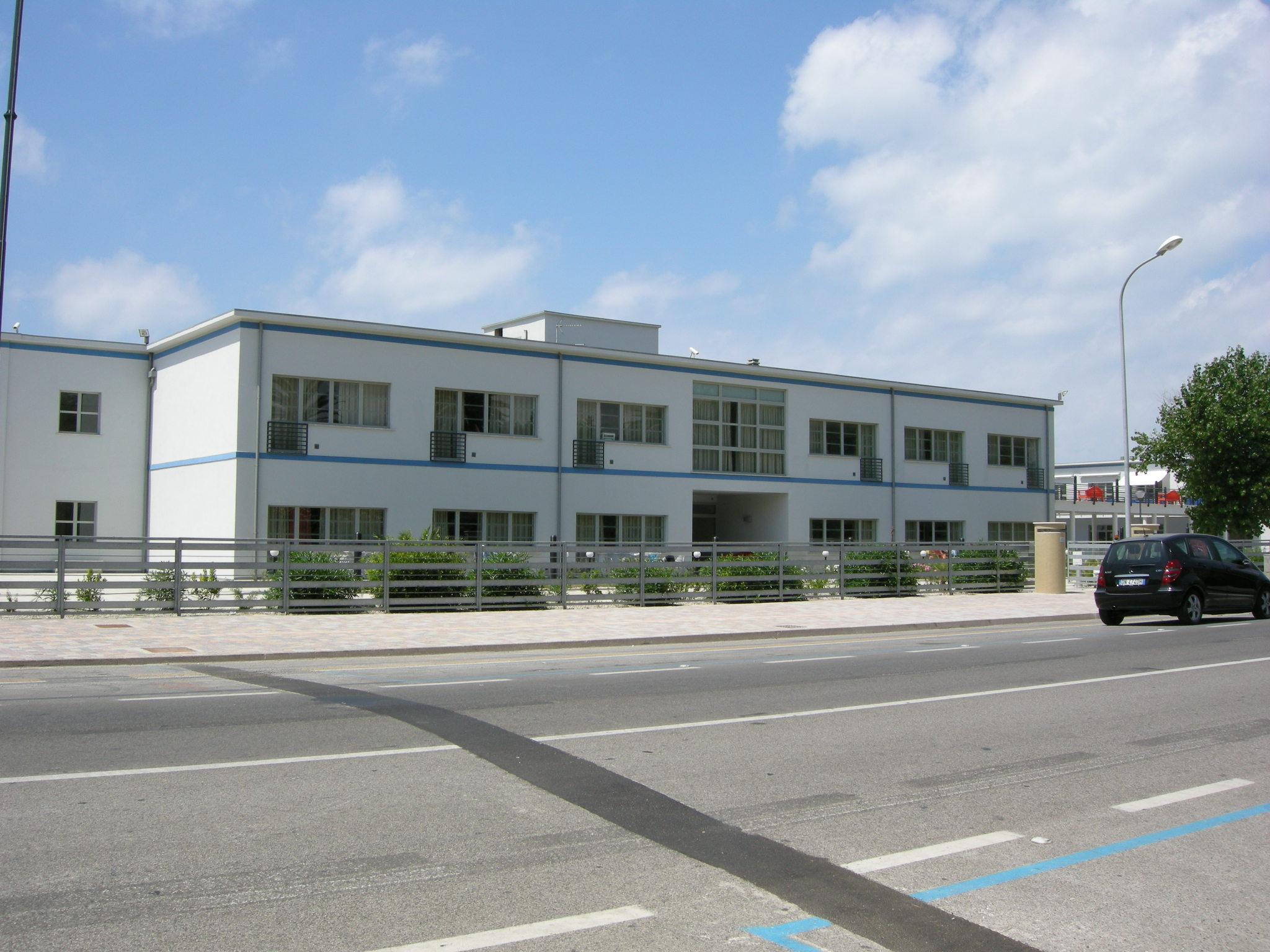
Il lato strada

Sulla destra della torre si dispone il lungo padiglione del refettorio, la cui matrice fortemente razionalista si rivela nella accentuata orizzontalità del volume e nella soluzione della parete interamente vetrata, riparata da una doppia applicazione di tende.
Il grande refettorio, che denunciava apertamente all'interno la struttura in cemento armato, presentava pareti e soffitto in un luminoso color giallo-avana, un lungo tubo fluorescente in vetro di Murano come corpo illuminante e il pavimento in ceramica Ferrari celeste. La parete di fondo era decorata con affreschi del pittore Della Torre, con scene rappresentanti la vita in colonia. I tavoli, con una ingegnosa soluzione, erano disposti in modo da formare una greca mentre le vivande scorrevano su un nastro mobile, così che il pasto di 500 ospiti poteva avvenire in meno di 30 minuti.
Al pari del refettorio, tutti gli ambienti visibili nelle foto d'epoca appaiono particolarmente curati nelle finiture e negli arredi: i corridoi erano pavimentati in marmette disposte a strisce gialle e nere, intonacati in grigio perla e protetti da una zoccolatura in linoleum celeste; improntati a criteri di estrema modernità e funzionalità erano sia i servizi igienici che la cucina (servita da uno speciale impianto di aspirazione capace di rinnovare dodici volte l'ora l'aria dell'ambiente) caratterizzata da soffitto e pareti color celeste, rivestimenti a metà altezza in piastrelle di ceramica di Sassuolo rose esagonali e pavimento in Ponzano magra.
Sul retro del refettorio, verso la strada, si agganciano due padiglioni disposti ad L per la cucina e il magazzino viveri, unici settori che, precedentemente al restauro, erano utilizzati come abitazioni per extracomunitari e come deposito da parte del Teatro Verdi di Pisa; il corpo staccato dell'ex-palestra, che chiude a sud il grande spazio interno, invece era utilizzato come abitazione temporanea per sfrattati.